# 美利堅京菜

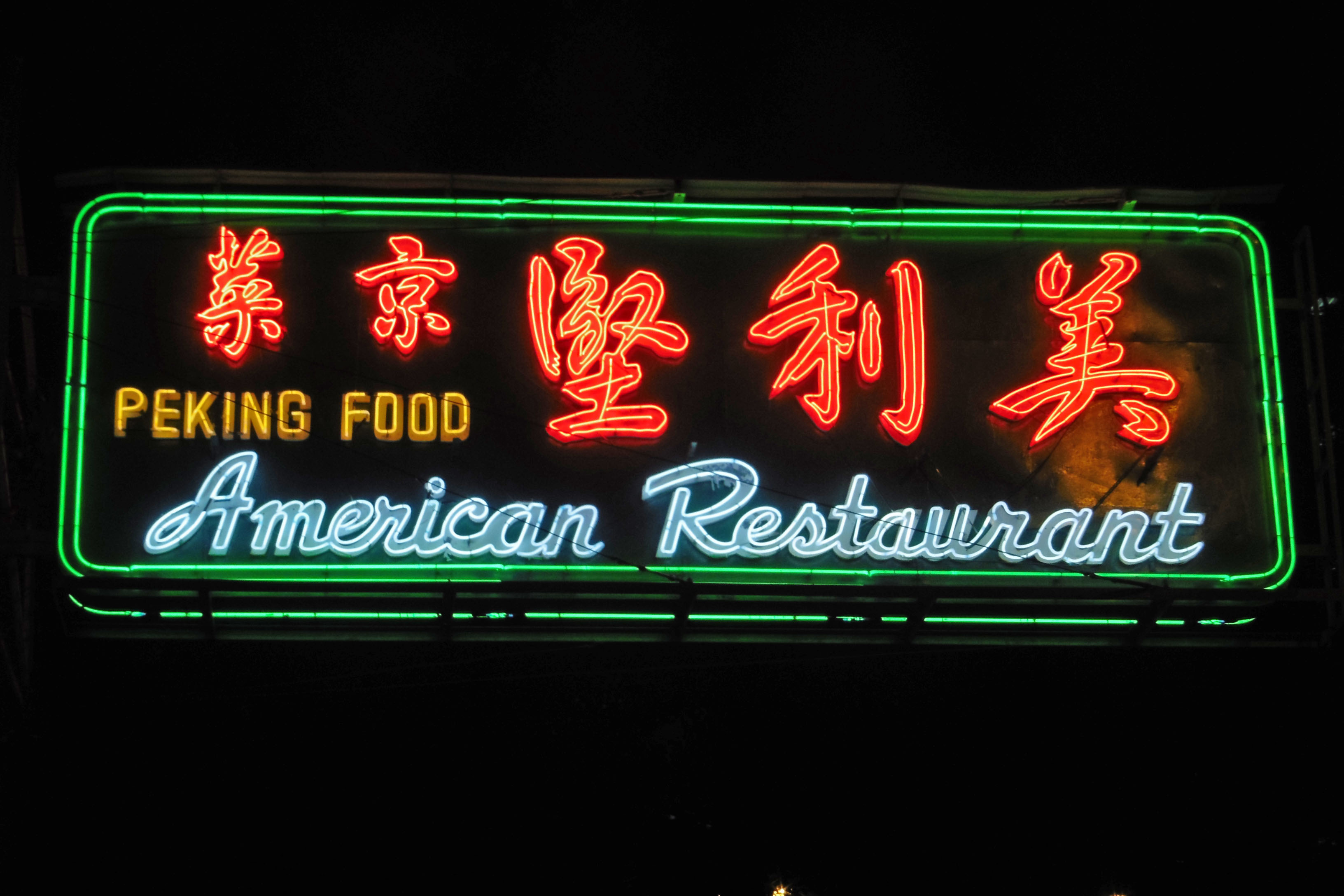
美利堅京菜營業時的霓虹燈招牌

美利堅京菜是香港一家已結業的北京菜和山東菜菜館，原位於香港島灣仔灣仔道,七十年代遷到駱克道，創立於1939年。著名菜式包括童子雞、宮爆蝦球、北京填鴨、山東燒雞、松子魚、鍋貼、蔥爆牛肉等。由於吸引不少知名人士光顧（包括香港行政長官梁振英、英國皇室成員安德魯王子、美國歌手米高積遜、香港藝人陳奕迅及歐陽震華等），故被視為香港其中一所「名人食堂」。

## 歷史
該菜館1939年於灣仔道151號開業時，中文名稱是美利堅餐室, 英文名稱 American Cafe，只售賣西餐。四十年代後期易手後, 菜館逐漸改為主打北京菜和山東菜，西菜被淘汰，變成了專售京菜的菜館, 一度名為仙洲美利堅、北平美利堅仙洲樓。
1948年，菜館由來自山東威海的叢樹倫(1923—2012)接手經營，1974年遷址到駱克道25號。1978年，菜館再搬到駱克道20-26號金星大廈地舖，中文名為:美利堅京菜。經營者為叢樹倫的女兒及的女婿侯先生。
前特首梁振英曾多次到菜館舉行飯局。
2017年低調結業。

## 外部連結
- 美利堅京菜 （页面存档备份，存于） - Openrice